# Triatló als Jocs Olímpics d'estiu de 2020 - Individual masculí

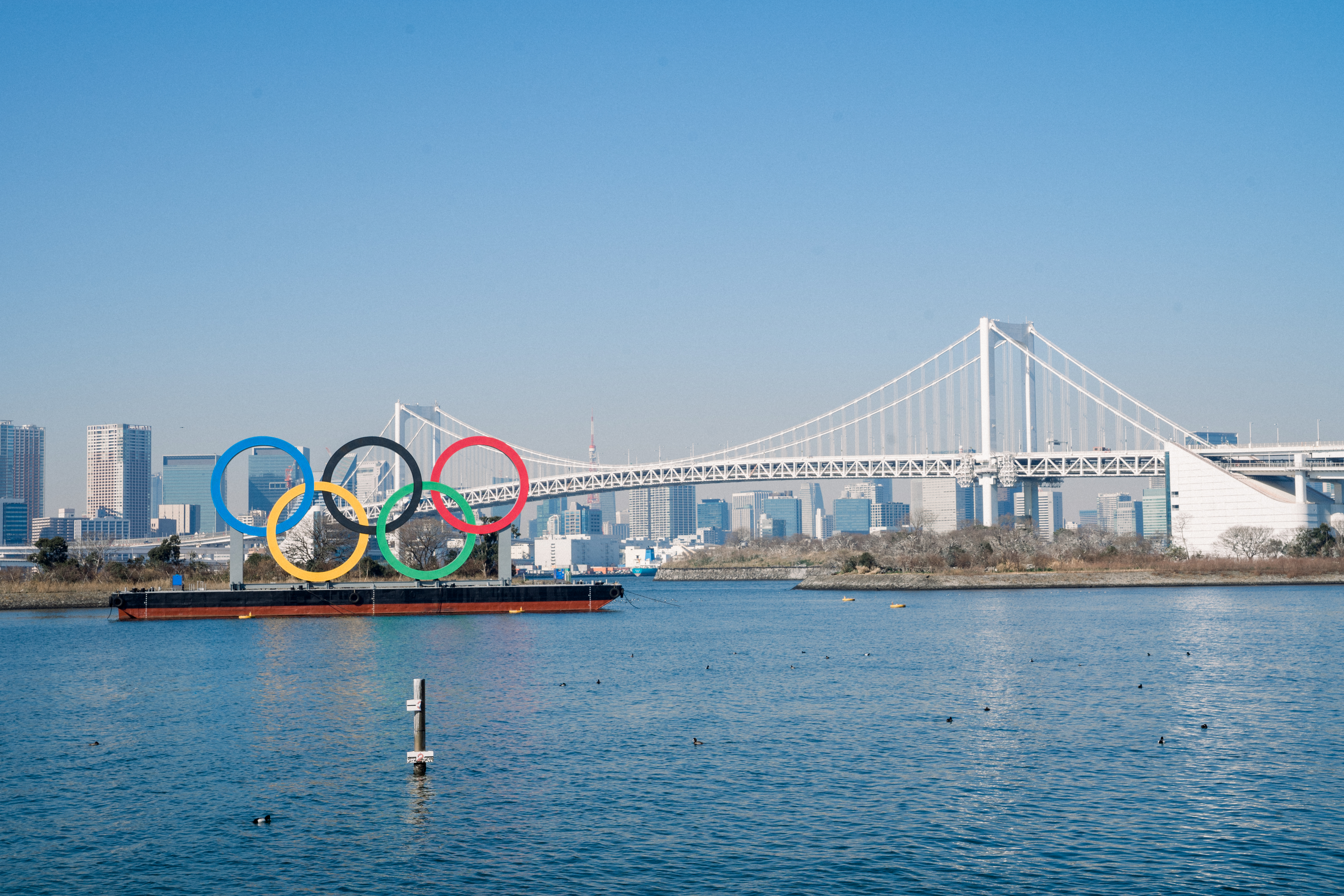
Imatge de la zona esportiva on es va desenvolupar la prova de natació.

El triatló masculí als Jocs Olímpics d'Estiu 2020 va tenir lloc al Odaiba Marine Park de Tòquio el 26 de juliol.
La cursa va començar amb una sortida falsa, ja que un vaixell mediàtic va bloquejar l'entrada d’un terç del camp a l’aigua. Després de la represa, el camp va romandre molt a prop sortint de l'aigua. En el tram ciclista, un grup de deu persones es va separar durant les primeres voltes, però el grup perseguidor els va acabar al final de la cinquena volta per formar un grup líder de 37 triatletes. En l'última volta, Andrea Salvisberg es va trencar en solitari per dirigir-se 16 segons cap a la segona transició, però va ser atrapat per la resta del camp a la primera volta de la cursa. El grup líder va romandre junt fins al final de la tercera volta, quan Alex Yee, Kristian Blummenfelt i Hayden Wilde van avançar. A la milla final, Blummenfelt es va accelerar per allunyar-se dels altres dos per aconseguir la medalla d’or. Yee va acabar 11 segons després per aconseguir la plata, amb Wilde completant el podi nou segons més.

## Cursa
L'esdeveniment va tenir lloc al Parc marítim d'Odaiba i tenia una longitud de 51,5 km al llarg d'un recorregut pla. Els competidors van començar amb un tram de natació d’1,5 km, que consistia en una volta de 950 m seguida d’una volta més curta de 550 m. Aleshores, van agafar la via ciclista de 40 km, formada per vuit voltes d’un recorregut de 5 km. Finalment, els competidors van acabar amb quatre voltes de 2,5 km que van formar el tram de carrera de 10 km.

## Resultats
| Posició                  | Dorsal | Triatleta            | Nació              | Natació | Ciclisme     | Córrer       | Temps total  | Diferència   |
| ------------------------ | ------ | -------------------- | ------------------ | ------- | ------------ | ------------ | ------------ | ------------ |
| 1                        | 43     | Kristian Blummenfelt | Noruega            | 18:04   | 56:19        | 29:34        | 1:45:04      |              |
| 2                        | 55     | Alex Yee             | Regne Unit         | 18:09   | 56:17        | 29:44        | 1:45:15      | + 0:11       |
| 3                        | 2      | Hayden Wilde         | Nova Zelanda       | 18:17   | 56:07        | 29:52        | 1:45:24      | + 0:20       |
| 4                        | 27     | Marten van Riel      | Bèlgica            | 17:45   | 56:37        | 30:21        | 1:45:52      | + 0:48       |
| 5                        | 54     | Jonathan Brownlee    | Regne Unit         | 17:49   | 56:38        | 30:22        | 1:45:53      | + 0:49       |
| 6                        | 52     | Kevin McDowell       | Estats Units       | 18:29   | 55:56        | 30:24        | 1:45:54      | + 0:50       |
| 7                        | 18     | Bence Bicsák         | Hongria            | 17:55   | 56:26        | 30:24        | 1:45:56      | + 0:52       |
| 8                        | 44     | Gustav Iden          | Noruega            | 18:24   | 55:59        | 30:29        | 1:46:00      | + 0:56       |
| 9                        | 47     | Max Studer           | Suïssa             | 18:25   | 55:59        | 30:35        | 1:46:06      | + 1:02       |
| 10                       | 22     | Mario Mola Díaz      | Espanya            | 18:21   | 56:06        | 30:38        | 1:46:13      | + 1:09       |
| 11                       | 45     | Casper Stornes       | Noruega            | 17:58   | 56:21        | 30:50        | 1:46:19      | + 1:15       |
| 12                       | 20     | Fernando Alarza      | Espanya            | 18:20   | 56:09        | 30:42        | 1:46:22      | + 1:18       |
| 13                       | 7      | Vincent Luis         | França             | 17:39   | 56:45        | 30:51        | 1:46:24      | + 1:20       |
| 14                       | 30     | Kenji Nener          | Japó               | 17:51   | 56:31        | 30:53        | 1:46:24      | + 1:20       |
| 15                       | 15     | Tyler Mislawchuk     | Canadà             | 17:50   | 56:35        | 30:55        | 1:46:28      | + 1:24       |
| 16                       | 10     | Jacob Birtwhistle    | Austràlia          | 18:14   | 56:11        | 31:01        | 1:46:32      | + 1:28       |
| 17                       | 6      | Dorian Coninx        | França             | 18:04   | 56:18        | 31:15        | 1:46:48      | + 1:44       |
| 18                       | 1      | Tayler Reid          | Nova Zelanda       | 17:45   | 56:40        | 31:25        | 1:46:54      | + 1:50       |
| 19                       | 31     | Makoto Odakura       | Japó               | 18:21   | 56:05        | 31:26        | 1:47:03      | + 1:59       |
| 20                       | 38     | Shachar Sagiv        | Israel             | 18:12   | 56:14        | 31:37        | 1:47:10      | + 2:06       |
| 21                       | 5      | Léo Bergère          | França             | 18:00   | 56:22        | 31:47        | 1:47:20      | + 2:16       |
| 22                       | 46     | Andrea Salvisberg    | Suïssa             | 18:02   | 56:03        | 32:10        | 1:47:25      | + 2:21       |
| 23                       | 25     | João Silva           | Portugal           | 17:55   | 56:30        | 31:53        | 1:47:30      | + 2:26       |
| 24                       | 11     | Matthew Hauser       | Austràlia          | 18:07   | 56:18        | 31:59        | 1:47:35      | + 2:31       |
| 25                       | 21     | Javier Gómez Noya    | Espanya            | 18:22   | 56:05        | 32:08        | 1:47:46      | + 2:42       |
| 26                       | 12     | Aaron Royle          | Austràlia          | 18:09   | 56:14        | 32:21        | 1:47:57      | + 2:53       |
| 27                       | 24     | João Pereira         | Portugal           | 17:56   | 56:31        | 32:27        | 1:48:03      | + 2:59       |
| 28                       | 34     | Manoel Messias       | Brasil             | 18:37   | 57:40        | 30:43        | 1:48:11      | + 3:07       |
| 29                       | 19     | Tamás Tóth           | Hongria            | 18:07   | 56:20        | 32:39        | 1:48:19      | + 3:15       |
| 30                       | 39     | Diego Moya           | Xile               | 17:50   | 56:34        | 32:48        | 1:48:29      | + 3:25       |
| 31                       | 40     | Crisanto Grajales    | Mèxic              | 18:23   | 57:52        | 31:06        | 1:48:36      | + 3:32       |
| 32                       | 8      | Dmitry Polyanskiy    | Comitè Olímpic Rus | 17:40   | 56:49        | 33:08        | 1:48:46      | + 3:42       |
| 33                       | 56     | Oscar Coggins        | Hong Kong          | 17:54   | 56:29        | 33:23        | 1:48:55      | + 3:51       |
| 34                       | 28     | Lukas Hollaus        | Àustria            | 18:38   | 57:38        | 31:34        | 1:48:59      | + 3:55       |
| 35                       | 37     | Ran Sagiv            | Israel             | 18:24   | 57:50        | 31:35        | 1:49:04      | + 4:00       |
| 36                       | 23     | Felix Duchampt       | Romania            | 18:39   | 57:42        | 31:38        | 1:49:06      | + 4:02       |
| 37                       | 35     | Gianluca Pozzatti    | Itàlia             | 18:00   | 56:24        | 33:31        | 1:49:14      | + 4:10       |
| 38                       | 4      | Jonas Schomburg      | Alemanya           | 17:42   | 58:38        | 32:02        | 1:49:34      | + 4:30       |
| 39                       | 36     | Delian Stateff       | Itàlia             | 17:54   | 56:31        | 34:24        | 1:50:00      | + 4:56       |
| 40                       | 3      | Justus Nieschlag     | Alemanya           | 18:09   | 56:14        | 34:32        | 1:50:10      | + 5:06       |
| 41                       | 33     | Rostislav Pevtsov    | Azerbaidjan        | 18:27   | 57:50        | 33:17        | 1:50:46      | + 5:42       |
| 42                       | 53     | Morgan Pearson       | Estats Units       | 18:02   | 58:17        | 34:32        | 1:52:05      | + 7:01       |
| 43                       | 9      | Igor Polyanskiy      | Comitè Olímpic Rus | 17:47   | 58:30        | 34:34        | 1:52:07      | + 7:03       |
| 44                       | 14     | Stefan Zachaus       | Luxemburg          | 17:56   | 56:29        | 36:45        | 1:52:21      | + 7:17       |
| 45                       | 32     | Mehdi Essadiq        | Marroc             | 17:58   | 58:13        | 35:46        | 1:53:25      | + 8:21       |
| 46                       | 41     | Irving Pérez         | Mèxic              | 18:06   | 1:01:14      | 33:34        | 1:54:02      | + 8:58       |
| 47                       | 42     | Mohamad Maso         | Síria              | 18:07   | 58:10        | 36:33        | 1:54:12      | + 9:08       |
| 48                       | 17     | Russell White        | Irlanda            | 18:35   | 57:40        | 37:05        | 1:54:40      | + 9:36       |
| 49                       | 16     | Matthew Sharpe       | Canadà             | 17:56   | 56:31        | 41:50        | 1:57:32      | + 12:28      |
|                          | 51     | Henri Schoeman       | Sud-àfrica         | 17:43   | 56:41        | No va acabar | No va acabar | No va acabar |
|                          | 29     | Alois Knabl          | Àustria            | 17:55   | No va acabar | No va acabar | No va acabar | No va acabar |
| Font: Resultats oficials |        |                      |                    |         |              |              |              |              |